# Хана-Дарре-є Софла
Хана-Дарре-є Софла (перс. خنا دره سفلي) — село в Ірані, у дегестані Гендудур, у бахші Сарбанд, шагрестані Шазанд остану Марказі. За даними перепису 2006 року, його населення становило 118 осіб, що проживали у складі 30 сімей.

## Клімат
Середня річна температура становить 11,05°C, середня максимальна – 30,83°C, а середня мінімальна – -12,20°C. Середня річна кількість опадів – 286 мм.
| Клімат поселення                              | Клімат поселення | Клімат поселення | Клімат поселення | Клімат поселення | Клімат поселення | Клімат поселення | Клімат поселення | Клімат поселення | Клімат поселення | Клімат поселення | Клімат поселення | Клімат поселення | Клімат поселення |
| Показник                                      | Січ.             | Лют.             | Бер.             | Квіт.            | Трав.            | Черв.            | Лип.             | Серп.            | Вер.             | Жовт.            | Лист.            | Груд.            |                  |
| Середній максимум, °C                         | 5,27             | 7,63             | 11,95            | 18,54            | 23,78            | 28,83            | 30,66            | 30,83            | 25,76            | 19,40            | 12,39            | 6,90             |                  |
| Середня температура, °C                       | −3,48            | −1,1             | 3,21             | 9,82             | 15,04            | 20,10            | 24,51            | 24,69            | 19,62            | 13,24            | 6,24             | 0,75             |                  |
| Середній мінімум, °C                          | −12,2            | −9,84            | −5,52            | 1,08             | 6,31             | 11,35            | 18,35            | 18,54            | 13,46            | 7,10             | 0,08             | −5,4             |                  |
| Норма опадів, мм                              | 45               | 40               | 52               | 37               | 30               | 6                | 1                | 1                | 0                | 6                | 27               | 41               |                  |
| Середньомісячна швидкість вітру, м/с          | 1.32             | 2.01             | 2.64             | 2.90             | 2.54             | 2.41             | 2.40             | 2.22             | 2.26             | 1.92             | 1.96             | 1.26             |                  |
| Середньомісячна сонячна радіація, кДж/м²·день | 9528             | 12685            | 15293            | 18488            | 22514            | 27034            | 25965            | 24317            | 21464            | 16092            | 11243            | 9260             |                  |
| --------------------------------------------- | ---------------- | ---------------- | ---------------- | ---------------- | ---------------- | ---------------- | ---------------- | ---------------- | ---------------- | ---------------- | ---------------- | ---------------- | ---------------- |
| Джерело:                                      |                  |                  |                  |                  |                  |                  |                  |                  |                  |                  |                  |                  |                  |